# Alan Hollinghurst
Alan Hollinghurst, född 26 maj 1954 i Stroud, Gloucestershire, är en brittisk författare. Han studerade engelsk litteratur vid Magdalen College i Oxford.
Hollinghurst har hittills skrivit fem romaner: The Swimming Pool Library (1988), The Folding Star (1994), The Spell (1998), The Line of Beauty (2004) och The Strangers Child (2011). Han tilldelades 2004 det prestigefyllda Bookerpriset för The Line of Beauty, som utkom på svenska 2007 med titeln Skönhetens linje (Normal förlag, översättning av Ola Klingberg), 2012 utkom Främlingens barn (The Stranger's Child) i översättning av Rose-Marie Nielsen (Albert Bonniers Förlag).
BBC visade i maj 2006 The Line of Beauty som en mini-TV-serie i tre delar, med manus av den prisbelönade dramatikern Andrew Davies. Boken, liksom serien, skildrar den unge homosexuelle Nick Guest och hans relation med överklassfamiljen Fedden i 1980-talets England. Mycket av handlingen kretsar kring Nicks homosexuella relationer och familjefadern Geralds politiska karriär och är en ganska bred skildring av den brittiska eliten under 1980-talet.